# Roadhouse Blues
"Roadhouse Blues" é uma canção blues-rock escrita e gravada pela banda rock norte-americana The Doors. A canção, que aparece no B-side de "You Make Me Real", foi lançada originalmente como single do álbum Morrison Hotel em Março de 1970 e chegou ao 50º lugar nos EUA. Rapidamente tornou-se presença frequente nos concertos do grupo, surgindo notoriamente mais tarde no álbum póstumo An American Prayer, em In Concert e em várias compilações. A canção apareceu duas vezes no filme The Doors.

## Certificações
| Região                                                                                                  | Certificação | Vendas  |
| --- | ------------ | ------- |
| Itália (FIMI) vendas desde 2009                                                                         | Ouro         | 25 000* |
| *números de vendas baseados somente na certificação ^números de vendas baseados somente na certificação |              |         |